# Streptopoideae
Streptopoideae, biljna potporodica, dio porodice ljiljanovki. Postoje[Je li ovo aktualan podatak? Wikidata kažu drugačije.] tri priznata roda rasprostranjenih po Europi, Aziji i Sjevernoj Americi

## Rodovi
1. Streptopus Michx. (10 spp.)
2. Scoliopus Torr. (2 spp.)
3. Prosartes D. Don (6 spp.)